# Comuna Șîroke, Vesele
Șîroke (în ucraineană Широке) este o comună în raionul Vesele, regiunea Zaporijjea, Ucraina, formată din satele Daleke și Șîroke (reședința).

## Demografie
Componența lingvistică a comunei Șîroke
     Ucraineană (83,14%)
     Rusă (15,37%)
     Alte limbi (0,58%)
Conform recensământului din 2001, majoritatea populației comunei Șîroke era vorbitoare de ucraineană (83,14%), existând în minoritate și vorbitori de rusă (15,37%).